# Mallapura 72, Sandur
Mallapura 72 là một làng thuộc tehsil Sandur, huyện Bellary, bang Karnataka, Ấn Độ.